# Hermann Otto Solms
Hermann Otto Prinz zu Solms-Hohensolms-Lich, fra 1975 kendt som Dr. Hermann Otto Solms (født 24. november 1940 i Lich) er en tysk politiker fra FDP.
Fra 1991 til 1998 var han formand for FDPs gruppe i Forbundsdagen, og i 1998–2013 var han næstformand for forbundsdagen.

## Medlem af FDP
Hermann Otto Solms meldte sig ind FDP i 1971. Han var formand for partiet i Landkreis Gießen i 1976–1989. 
Han er blevet valgt til hovedkasserer (Bundesschatzmeister) for partiet i tre omgange – først for 1987–1999, derefter for 2004–2011 og senest fra december 2013.

## Medlem af  Forbundsdagen
Fra 1980 til 2013 var Hermann Otto Solms medlem af Forbundsdagen. Han var næstformand for FDPs gruppe i  Forbundsdagen i 1985–1991, og han var gruppens formand fra 1991 til 1998. Hermann Otto Solms var næstformand for Forbundsdagen i 1998–2013.
Den 8. december 2012 tabte Hermann Otto Solms en kampafstemning om førstepladsen på FDPs kandidatliste for Hessen. Solms besluttede herefter, at han ikke ville stille op til forbundsdagsvalget i 2013. 
Ved valget den 18. september 2013 fik FDP kun 4,8 procent af stemmerne, og for første gang nogensinde mistede partiet alle sine pladser i Forbundsdagen. 

## Forældre
Hermann Otto Solms er søn af baronesse Gertrud af Werthern-Beichlingen (1913–1987) og arveprins Hermann Otto Wilhelm Ludwig Erbprinz zu Solms-Hohensolms-Lich (1902–1940).
Arveprins Hermann var reserveofficer i Luftwaffe. Han faldt under 2. verdenskrig. 
Efter arveprins Hermanns død giftede baronesse Gertrud sig med forfatteren Hans Joachim Sell (1920–2007), der således blev stedfar til Hermann Otto Solms.
Hermann Otto Solms er sønnesøn af grevinde Marka Klara Rosa af Solms-Sonnenwalde (1879–1965) og titulær fyrste Reinhard Ludwig zu Solms-Hohensolms-Lich (1867–1971). 

## Søskende
Hermann Otto Solms havde fire ældre søskende: Philipp Reinhard zu Solms-Hohensolms-Lich (1934 – 2015), overhoved for fyrsteslægten Solms-Hohensolms-Lich, journalist Dorothea, grevinde Razumovsky (1935 – 2014), germanist Wilhelm Solms (født 1937), og Eleonore von der Burg (født 1938).

## Familie
Hermann Otto Solms har været gift to gange. Hans første ægteskab var med Margit Mayer (født 1944). I 1989 indgik Hermann Otto Solms sit andet ægteskab. Det var med Christiane Meyer zu Eissen (født 1955).
I sit andet ægteskab er han far til tre døtre:
- Sophie (født 1989)
- Marie Christine (født 1991)
- Lilly (født 1993)

## Eksterne links
- Hermann Otto Solms

1. ↑  Navnet er anført på engelsk og stammer fra Wikidata hvor navnet endnu ikke findes på dansk.
2. ↑  Navnet er anført på engelsk og stammer fra Wikidata hvor navnet endnu ikke findes på dansk.